# Puig de Grima
El Puig de Grima és una muntanya de 169 metres que es troba al municipi de Llagostera, a la comarca del Gironès.